# Кухня (телесериал)
«Ку́хня» — российский телесериал в жанре ситуационной комедии с элементами мелодрамы. Создан компаниями Yellow, Black and White и KeyStone Production по заказу телеканала «СТС». Сериал посвящён работе сотрудников элитного ресторана французской кухни «Claude Monet» (1—4 сезоны) и ресторана «Victor» (5—6 сезоны), находящегося внутри отеля «ELEON».

## Сюжет
Максим Лавров — повар по призванию. Его мечта — стать знаменитым шеф-поваром. Поэтому после окончания кулинарного колледжа в родном Воронеже и срочной службы в армии он отправляется покорять Москву. Ему везёт, и его принимают на работу в лучший французский ресторан Москвы, который принадлежит одной из «звёзд» шоу-бизнеса — Дмитрию Нагиеву.
Сюжет развивается поступательно на протяжении всего сериала, но внутри каждой серии существуют чаще всего три законченные сюжетные линии примерно равной значимости, которые могут пересекаться между собой. В начале и конце серий обычно звучат мысли Максима (а в его отсутствие — других героев сериала), содержащие в том числе философские изречения, подводящие итог событиям эпизода.

## Актёры и персонажи
= Главная роль в сезоне
     = Второстепенная роль в сезоне
     = Гостевая роль в сезоне
     = Не появляется

### Главные персонажи
| Дмитрий Назаров    | Виктор Петрович Баринов                 | 20 | 20 | 20 | 20 | 20 | 20 | 120 |
| Марк Богатырёв     | Максим Леонидович Лавров                | 20 | 20 | 20 | 13 | 18 |    | 91  |
| Елена Подкаминская | Виктория Сергеевна Гончарова            | 20 | 18 | 18 | 19 | 19 | 1  | 95  |
| Виктор Хориняк     | Константин Константинович Анисимов      | 18 | 20 | 17 | 16 | 18 | 20 | 109 |
| Ольга Кузьмина     | Анастасия Степановна Анисимова (Фомина) | 18 | 20 | 12 | 16 | 16 | 19 | 101 |
| Сергей Епишев      | Лев Семёнович Соловьёв                  | 20 | 20 | 20 | 17 | 19 | 20 | 116 |
| Сергей Лавыгин     | Арсений Андреевич Чуганин               | 20 | 19 | 20 | 19 | 20 | 20 | 118 |
| Михаил Тарабукин   | Фёдор Михайлович Юрченко                | 20 | 20 | 20 | 18 | 15 | 19 | 112 |
| Дмитрий Нагиев     | Дмитрий Владимирович Нагиев             | 14 | 12 | 18 | 14 | 7  | 7  | 72  |
| Никита Тарасов     | Луи Бенуа                               | 19 | 18 | 20 | 19 | 17 | 20 | 112 |
| Марина Могилевская | Елена Павловна Соколова                 | 11 | 12 | 4  | 9  | 11 | 10 | 57  |
| Жаныл Асанбекова   | Айнура Жаннатбековна Кененсарова        | 18 | 18 | 19 | 14 | 19 | 16 | 104 |
| Валерия Федорович  | Екатерина Викторовна Семёнова           |    |    | 19 | 8  | 19 | 20 | 66  |
| Михаил Башкатов    | Денис Андреевич Крылов                  |    |    |    | 20 | 7  | 20 | 47  |
| Григорий Сиятвинда | Михаил Джекович Гебреселассие           |    |    |    |    | 17 | 18 | 35  |
| Елена Ксенофонтова | Элеонора Андреевна Галанова             |    |    |    |    | 15 | 16 | 31  |
| Филипп Бледный     | Никита Андреевич Дягилев                |    |    |    |    | 6  | 19 | 25  |
| Всего эпизодов     | Всего эпизодов                          | 20 | 20 | 20 | 20 | 20 | 20 | 120 |

### Второстепенные персонажи
| Екатерина Кузнецова | Александра Павловна Бубнова          | 17 | 18 | 5  | 2  |    |    | 42  |
| Эльберд Агаев       | Тимур Давидович                      | 4  | 7  | 5  | 10 | 7  | 7  | 40  |
| Константин Чепурин  | Родион Сергеевич Громов              | 2  | 6  | 10 |    |    | 2  | 20  |
| Мария Горбань       | Кристина Семёновна Алёхина (Нагиева) | 2  | 10 | 6  |    |    | 2  | 20  |
| Елена Чернявская    | Ангелина Ярославовна Смирнова        | 11 | 9  | 7  | 7  |    |    | 34  |
| Юлия Такшина        | Татьяна Сергеевна Гончарова          | 3  | 1  | 1  | 1  | 4  |    | 10  |
| Алиса Панченко      | Алиса Викторовна Баринова            | 3  | 1  |    | 1  | 1  |    | 6   |
| Людмила Максакова   | Вера Ивановна Соловьёва              | 2  | 5  |    | 3  |    | 8  | 18  |
| Александр Ильин     | Степан Андреевич Фомин               |    | 4  | 4  | 1  | 1  | 3  | 13  |
| Андрей Бурковский   | Илья Владимирович                    |    | 8  | 4  |    |    |    | 12  |
| Антон Сёмкин        | Андрей Михайлович                    |    |    | 6  |    |    |    | 6   |
| Игорь Верник        | Герман Михайлович Ланд               |    |    |    | 17 |    |    | 17  |
| Анна Бегунова       | Марина Антоновна Чуганина            |    |    |    | 4  | 4  | 4  | 12  |
| Феруза Рузиева      | Гульнара                             |    |    |    |    | 9  | 16 | 25  |
| Рина Гришина        | Светлана Алексеева                   |    |    |    |    | 14 | 16 | 30  |
| Тимур Еремеев       | Егор                                 |    |    |    |    | 14 | 16 | 30  |
| Татьяна Филатова    | Галина Фомина                        |    | 2  | 1  |    | 1  | 3  | 7   |
| Виктор Бычков       | Тимофей Ильич                        |    |    |    |    |    | 7  | 7   |
| Всего эпизодов      | Всего эпизодов                       | 20 | 20 | 20 | 20 | 20 | 20 | 120 |

### Главные роли
- Дмитрий Назаров — Виктор Петрович Баринов, шеф-повар московского ресторана французской кухни Claude Monet (до 61 серии), су-шеф/повар/шеф-повар московского ресторана фьюжн кухни Arcobaleno (63—79 серии), шеф-повар московского ресторана французской кухни Victor (81—120 серии). Долгое время жил в Париже. Обладает скверным характером. Имеет пристрастие к алкоголю и азартным играм. Страстный болельщик футбольной команды «Спартак» (в реальности Дмитрий Назаров тоже любит эту команду). Часто делает крупные букмекерские ставки, что обычно заканчивается его проигрышем, в связи с чем постоянно влезает в долги. В 29 серии перенёс микроинсульт. Трижды был женат. От разных браков есть старшая дочь Катя и младшая Алиса. С 28 серии встречается с Еленой Соколовой, которой в 92 серии сделал предложение, а в 119 серии женился на ней. В 61 серии был уволен из Claude Monet за публичную критику в адрес Нагиева, попавшую в телеэфир. В 80 серии участвовал в шоу Нагиева за право стать шеф-поваром Claude Monet, которое проиграл (в жюри сидел не простивший его Герман Ланд), после чего вместе со своей командой поваров в 81 серии открыл ресторан Victor. В течение 117 и 118 серий находился в коме после сердечного приступа. В 119 серии вернулся в ресторан после лечения в Германии. В 120 серии заработал для ресторана Victor звезду Мишлен и ушёл на пенсию. (1—6 сезоны)
- Марк Богатырёв — Максим Леонидович Лавров, повар/официант/курьер по доставке еды/повар/су-шеф/повар/шеф-повар ресторана Claude Monet (1—72, с 100 серии), повар ресторана Victor (87—100 серии). Приехал в Москву из Воронежа. Довольно харизматичный персонаж, легко добивающийся расположения женщин. Находчив и изобретателен, но в то же время легкомыслен и слабохарактерен, из-за чего часто попадает в сложные ситуации. На работе получил прозвища «Огузок» (от Шефа), «Аппендикс» (от Сени и Феди) и «Карандаш» (от Саши). С 12 по 20 серию встречался с Викой, пока не переспал с официанткой Сашей. С 22 по 37 серию встречался с Сашей, пока она не переспала с Ильёй. В 3 сезоне не оставлял попыток снова добиться любви Вики, несмотря на появление соперника — Дмитрия Нагиева. Какое-то время проявлял взаимную симпатию Кате, но решил дальше бороться за Вику и женился на ней в полнометражном фильме «Кухня в Париже». В 72 серии Вика выгнала его из дома из-за измены с Сашей, и Макс уехал к другу в Санкт-Петербург. В 84 серии вернулся в Москву, так как узнал, что Вика беременна. Развёлся с Викой в 92 серии по её же требованию. В 97 серии у него родилась дочь Евгения. В 100 серии помирился с Викой и стал шеф-поваром ресторана Claude Monet, тем самым воплотив мечту своей жизни. (1—5 сезоны)
- Елена Подкаминская — Виктория Сергеевна Гончарова, директор ресторана Claude Monet (1—55, 57—80, с 100 серии), арт-директор ресторана Victor (81—100 серии). Приехала в Москву из Калининграда. Уверенная в себе, независимая женщина, талантливый руководитель. После измены Максима рассталась с ним, однако в 60 серии простила его и вышла за него замуж в полнометражном фильме «Кухня в Париже». В 72 серии она выгнала Макса из дома, застав его целующимся с Сашей. В 80 серии Вика узнала, что беременна, однако не желала говорить об этом Максу. В 86 серии подала заявление на развод, считая, что справится без Макса. Развелась c ним в 92 серии. В 97 серии родила дочь Евгению. В 100 серии помирилась с Максимом и стала работать вместе с ним в Claude Monet. (1—6 сезоны)
- Дмитрий Нагиев — Дмитрий Владимирович Нагиев, владелец ресторана Claude Monet (1—20, 30—57, с 60 серии). Успешный актёр и шоумен. До 44 серии был женат на Кристине. С 46 по 57 серию состоял в формальных платонических отношениях с Викой, которые так и не переросли во что-то большее. В 61 серии уволил Баринова за публичную критику в свой адрес, попавшую в телеэфир. В 80 серии в шоу, в котором выбирал шеф-повара в свой ресторан, избрал Оксану Смирнову, тем самым полностью лишившись дружбы с Бариновым. В 99 серии пытался восстановить дружбу с Виктором Петровичем и вернуть его в Claude Monet, но тот отказался. В 100 серии по рекомендации Баринова взял Макса на должность шеф-повара Claude Monet. С 97 серии встречался с Элеонорой Андреевной, в 100 серии сделал ей предложение руки и сердца, а в 101 серии женился на ней, впоследствии став совладельцем бутик-отеля Eleon. Изменил ей с Кристиной прямо на свадьбе. В 108 серии Элеонора застала Нагиева и Кристину вместе, после чего заявила, что подаёт на развод. В 110 серии был публично опозорен Элеонорой. (1—6 сезоны)
- Виктор Хориняк — Константин Константинович Анисимов, бармен, с 76 серии — бармен и сомелье ресторана Claude Monet (до 80 серии), бармен и сомелье ресторана Victor (с 81 серии). Лучший друг Максима, друг Дениса. Приехал в Москву из Красноярска[1]. Обладает простым добродушным характером. Не умеет врать, особенно Насте. Несмотря на привлекательную внешность, имеет проблемы в общении с девушками. С 5 серии встречался с официанткой Настей, хотя изначально их отношения были ненастоящими. В 40 серии сделал предложение Насте, а в 60 серии женился на ней, после чего у супругов родился сын Степан. Его отец бросил семью, когда Костя был совсем ребёнком, из-за чего Костя долго был настроен враждебно к своему биологическому отцу, которого в 105 серии разыскала Настя. (1—6 сезоны)
- Ольга Кузьмина — Анастасия Степановна Анисимова (в девичестве — Фомина), официантка ресторана Claude Monet (до 80 серии), официантка ресторана Victor (с 81 серии). Вегетарианка (в 42 серии из-за стресса, вызванного беременностью, ела мясо; также ела мясо в 103 и 108 сериях, чтобы доказать Косте и своему отцу, что иногда можно поступиться со своими принципами ради близких), защитница прав животных и бездомных. Несколько наивна, сентиментальна и романтична. При этом в семейной жизни становится довольно властной женщиной. Приехала в Москву из Подольска. Сначала была влюблена в Макса, но уже с 5 серии встречалась с Костей. В 40 серии приняла предложение руки и сердца от Кости и узнала о своей беременности. В 60 серии вышла замуж за Костю и родила сына Степана. (1—6 сезоны)
- Сергей Епишев — Лев Семёнович Соловьёв, су-шеф ресторанов Claude Monet и Arcobalenо (1—64, 64—80 серии), су-шеф ресторана Victor (81—119 серии). Правая рука и хороший друг Виктора Петровича. Коренной москвич, живёт с мамой. После развода Виктора Петровича с последней женой работает су-шефом. Страдает заиканием. Начинал свою карьеру в гостинице «Метрополь». Некоторое время был влюблён в Катю. В 89 серии влюбился в Гульнару, а с 100 серии начал встречаться с ней. В 119 серии отказался от предложения Виктора Петровича стать шеф-поваром ресторана Victor и улетел к Гуле в Бишкек. (1—6 сезоны)
- Сергей Лавыгин — Арсений Андреевич Чуганин, повар-универсал ресторана Claude Monet (до 80 серии), повар-универсал ресторана Victor (с 81 серии), специалист по мясу. Любит разыгрывать сотрудников. Его привычка воровать продукты с кухни (и не только) граничит с клептоманией. Приехал в Москву из Смоленска[источник не указан 448 дней]. Начинал работать поваром в заводской столовой. Лучший друг Феди. На пару с Федей — главный по розыгрышам на кухне. Со 2 сезона[2] есть жена Марина, работающая менеджером, которую он любит и побаивается. (1—6 сезоны)
- Михаил Тарабукин — Фёдор Михайлович Юрченко, повар-универсал ресторана Claude Monet (до 80 серии), повар ресторана Arcobaleno (19 серия), повар-универсал ресторана Victor (с 81 серии), специалист по рыбе. По поддельным документам гражданин Молдовы, на самом же деле приехал в Москву из Владивостока[3]. В 4 серии выясняется, что он не Фёдор, а в 83 серии его узнаёт проститутка, назвав Антоном. Долгое время врал, что он бывший корабельный кок, хотя на самом деле страдает морской болезнью. Лучший друг Сени. На пару с Сеней — главный по розыгрышам на кухне. Возможно, когда-то убил человека, о чём говорится в 4 серии, когда все работники кухни проходили проверку на полиграфе. (1—6 сезоны)
- Никита Тарасов —  Луи Бенуа, кондитер-пекарь ресторана Claude Monet (до 80 серии), кондитер-пекарь ресторана Victor (с 81 серии). Приехал в Москву из Прованса. Не скрывает своей гомосексуальности, любит болтать по мобильному телефону, при этом зачастую ссорится со своими возлюбленными из Франции. В 116 серии расстаётся с очередным и проводит ночь с девушкой-моделью. (1—6 сезоны)
- Марина Могилевская — Елена Павловна Соколова, шеф-повар московского ресторана фьюжн кухни Arcobaleno (12—68, с 79 серии), писательница (с 102 серии) и ресторанный критик (с 105 серии). Москвичка. Долгое время жила и работала в Индии. Есть сын Василий от первого брака с Геннадием Соколовым. С 28 серии встречалась с Виктором Петровичем, который сделал ей предложение руки и сердца в 92 серии, но не могла выйти за него замуж сразу, так как не развелась с бывшим мужем. В 119 серии вышла замуж за Виктора Петровича. (1—6 сезоны)
- Валерия Федорович — Екатерина Викторовна Семёнова, дочь Виктора Баринова и Элеоноры Галановой. Повар молекулярной кухни/су-шеф молекулярной кухни ресторана Claude Monet/су-шеф ресторана Claude Monet (41—59, 73—80 серии), су-шеф молекулярной кухни ресторана Victor (с 81 серии). Вернулась в Москву после учёбы во Франции. Отец не принимал Катю к себе на кухню, но её взял на работу Нагиев. Была отчислена из кулинарной академии в Париже, что долго скрывала от отца, в итоге обман был раскрыт, но без особых последствий. Была влюблена в Макса, поддерживает с ним дружеские отношения. С 77 по 84 серию встречалась с Денисом, но рассталась с ним по его инициативе. В 99—100 сериях встречалась с Никитой. В 6 сезоне пыталась сделать выбор между Денисом и Никитой. В 113 серии приняла предложение Никиты выйти за него замуж, однако почти сразу после этого провела ночь с Денисом. В 119 серии сбежала со свадьбы. В 120 серии узнала, что ждёт ребёнка от Дениса. Впоследствии вышла замуж за Дениса и родила дочь Марию (в событиях телесериала «Отель Элеон»). (3—6 сезоны)
- Михаил Башкатов — Денис Андреевич Крылов, музыкант, друг детства Макса. Приехал в Москву из Воронежа. Официант/повар/музыкант ресторана Claude Monet (62—80, 85—100 серии), повар/музыкант ресторана Victor (81—85, со 101 серии). Наивный и добрый, большой фанат «Спартака». Сначала жил с Максом и Викой, потом стал снимать комнату в квартире у Сени. Был лучшим другом Макса, но после его измены Вике поссорился с ним, помирившись после вынужденного расставания с Катей. С 77 по 84 серию встречался с Катей. В 81 серии после неудачной попытки сделать Кате предложение руки и сердца изменил ей с Элеонорой Андреевной (не зная на тот момент, кто она). В 85 серии признаётся Кате в измене (однако скрывает, с кем, не желая разрушать отношения Элеоноры Андреевны и Кати) и вынужденно покидает отель. В 101 серии вернулся в ресторан Victor по приглашению Дмитрия Нагиева и стал работать музыкантом. В 6 сезоне пытается добиться Кати снова. При этом в него самого была влюблена Света, с которой он встречался в 110—115 сериях. Со 114 серии вновь встречается с Катей, а в 115 серии объясняется со Светой. В 120 серии узнал, что Катя беременна от него. Впоследствии женился на ней, и у супругов родилась дочь Мария (в событиях телесериала «Отель Элеон»). (4—6 сезоны)
- Григорий Сиятвинда — Михаил Джекович Гебреселассие, управляющий бутик-отелем Eleon, фанат ЦСКА. На этой почве часто скандалит с Бариновым (фанатом Спартака). Как и Виктор Петрович, из-за проигрыша любимой команды часто злоупотребляет алкоголем, а также имеет пристрастие к азартным играм. До назначения управляющим 5 лет проработал швейцаром. Был тайно влюблён в Элеонору Андреевну до тех пор, пока не узнал, что он для неё не более, чем прислуга. В 101—112 сериях таил обиду на Виктора Петровича за то, что тот скрыл измену Нагиева от Элеоноры Андреевны, и всячески ему мстил. В 117 серии подослал в ресторан ненастоящего инспектора Мишлен, не ожидая, к чему это приведёт. В 120 серии, забыв все обиды, приложил максимум усилий, чтобы ресторан получил звезду Мишлен. (5—6 сезоны)
- Елена Ксенофонтова — Элеонора Андреевна Галанова (в девичестве — Семёнова), хозяйка бутик-отеля Eleon, художница. Мама Кати и бывшая жена Виктора Петровича. Любвеобильна, пользуется успехом у мужчин. Её третий муж умер между событиями 4 и 5 сезонов, оставив в наследство сеть отелей. Находится в довольно натянутых отношениях с Катей и всячески стремится их наладить. Тем не менее, постоянно пытается влиять на личную жизнь дочки и даже использовать её для личной выгоды. В 81 серии провела ночь с Денисом, из-за чего ему пришлось расстаться с Катей. Недолюбливает Дениса. Какое-то время помогала Никите в его отношениях с Катей. С 97 серии встречалась с Дмитрием Нагиевым, который в 100 серии сделал ей предложение руки и сердца, а в 101 серии вышла за Нагиева замуж. В 108 серии, увидев Нагиева вместе с его бывшей женой Кристиной, заявила, что подаёт на развод. В 119 серии выясняется, что она встречается с Родионом Сергеевичем, а в 120 серии становится его невестой и едет в Санкт-Петербург. Четырежды была замужем. (5—6 сезоны, а также косвенное появление в 77 серии)
- Филипп Бледный — Никита Андреевич Дягилев, официант/арт-директор ресторана Victor (95—100, с 101 серии). Сын миллиардера и главного конкурента Элеоноры Андреевны Андрея Дягилева. Пошёл работать официантом из стремлений к независимости от отца. Элеонора Андреевна, видя в нём перспективу для своей выгоды, пытается свести его с Катей. Втайне пользовался всесторонней помощью от Элеоноры Андреевны в развитии их отношений с Катей. С 99 серии начал встречаться с Катей. В 100 серии Катя узнаёт, что её мать помогала Никите, после чего расстаётся с ним. В 6 сезоне, обретя соперника в лице вернувшегося в отель Дениса, боролся с ним за Катю. В итоге Катя сделала свой выбор в пользу Дениса. (5—6 сезоны)

### Роли второго плана
- Жаныл Асанбекова — Айнура Жаннатбековна Кененсарова, уборщица-посудомойка ресторана Claude Monet (до 80 серии), уборщица-посудомойка ресторана Victor (с 81 серии). Приехала в Москву из Бишкека. Работает без разрешения на работу уже несколько лет. Некоторое время была влюблена в Германа. (1—6 сезоны)
- Екатерина Кузнецова — Александра Павловна Бубнова, официантка ресторана Claude Monet (до 42 серии). Главная сплетница ресторана. Бывшая девушка Ильи и Макса. Приехала в Москву из Харькова[источник не указан 448 дней]. В 42 серии была уволена из-за Ильи. В 58 серии выяснилось, что она беременна и выходит замуж. В 72 серии сыграла свадьбу в Claude Monet, во время которой поцеловала Макса на глазах у Вики. (1—4 сезоны)
- Эльберд Агаев — Тимур Давидович, поставщик продуктов, старый знакомый Виктора Петровича. (1—6 сезоны)
- Константин Чепурин — Родион Сергеевич Громов, бомж, живший во внутреннем дворе ресторана Claude Monet (до 59 серии). В Москву приехал из Санкт-Петербурга. Интеллектуал, большой знаток французской кухни, хорошо готовит, находится в дружеских отношениях с работниками ресторана. В 59 серии выяснилось, что он — крупный бизнесмен, пропавший три года назад, когда из-за большой неудачи в проекте выпил и получил пробел в памяти. В 60 серии помог Нагиеву выкупить ресторан. В 119 серии выяснилось, что он встречается с Элеонорой Андреевной. В 120 серии сделал Элеоноре предложение. (1—3, 6 сезоны)
- Людмила Максакова — Вера Ивановна Соловьёва, мама Лёвы, врач-кардиолог. Негативно отнеслась к выбору Лёвы и пыталась разрушить его любовь с Гулей. Однако, поняв, что её сын действительно любит Гулю, приняла её и смогла наладить хорошие отношения. (1—2, 4, 6 сезоны)
- Мария Горбань — Кристина Семёновна Алёхина (Нагиева), жена Дмитрия Нагиева (до 44 серии), хозяйка ресторана Claude Monet (21—29 серии), до начала действия сериала — хостес ресторана Claude Monet. Родилась в Днепродзержинске[источник не указан 448 дней]. Подруга Саши. В 56 серии стала директором ресторана Claude Monet, но почти сразу сбежала, прихватив все деньги Нагиева из сейфа, в результате чего ресторан оказался на грани банкротства. В 101 серии выяснилось, что она вышла замуж за бизнес-партнёра Элеоноры Андреевны Даниила Маратовича Алёхина. Изменила ему несколько раз с Нагиевым, после чего тому пришлось развестись с Элеонорой Андреевной. (1—3, 6 сезоны)
- Юлия Такшина — Татьяна Сергеевна Гончарова, бывшая жена Виктора Петровича, мать Алисы, родная сестра Вики. После событий сериала вышла замуж второй раз (что выясняется в сериале «Кухня. Война за отель»). (1—5 сезоны)
- Алиса Панченко — Алиса Викторовна Баринова, дочь Виктора Петровича и Татьяны, племянница Вики, единокровная сестра Кати. (1—2, 4—5 сезоны)
- Алексей Колган — Николай Андреевич, владелец ресторана Arcobaleno и друг Нагиева (1, 4 сезоны)
- Елена Чернявская — Ангелина Ярославовна Смирнова, хостес ресторана Claude Monet. Приехала в Москву из Екатеринбурга[источник не указан 448 дней]. (1—4 сезоны)
- Александр Ильин — Степан Андреевич Фомин, отец Насти, хозяин колбасного завода в Подмосковье. Весьма опасный человек. В 1990-е годы отбывал тюремный срок. Очень любит Настю и старается ей помочь материально и морально, несмотря на то, что Настя не хочет жить на «кровавые» деньги отца. В 103 серии купил Насте и Косте квартиру в Москве. (2—6 сезоны)
- Татьяна Филатова — Галина Фомина, мать Насти. (2—6 сезоны)
- Андрей Бурковский — Илья Владимирович, официант ресторана Claude Monet (до начала действия сериала и с 34 по 44 серию). Приехал в Москву из Новосибирска[источник не указан 448 дней]. Бывший парень Саши, обещал на ней жениться, но, испугавшись, пропал на полгода. Потом вернулся в ресторан. Конфликтовал с Максом из-за Саши, пытаясь её вернуть. Хотел подставить Макса, когда тот стал официантом, но в итоге пострадала Саша. В 44 серии попал под горячую руку Нагиева и был уволен. (2—3 сезоны)
- Антон Сёмкин — Андрей Михайлович, новый хозяин ресторана Claude Monet и главный антагонист. Представитель сети ресторанов «Vkusno Project». (3 сезон)
- Ирина Темичева — Ева Белецкая, официантка ресторана Claude Monet. В 74 серии переспала с Виктором Петровичем, после чего соврала ему, что беременна. Обман был раскрыт, но без особых последствий. (3—4 сезоны)
- Игорь Верник — Герман Михайлович Ланд, шеф-повар ресторана Claude Monet и главный антагонист (63—78 серии). Мастер спорта по боксу. Некоторое время работал в Риге. В любом месте, где бы ни работал, заводил себе стукача. Это же попытался сделать и в Claude Monet, но у него ничего не получилось. В 77—78 сериях настойчиво ухаживал за Викой, но она его отвергла. Как оказалось, страдал неконтролируемыми приступами агрессии, из-за чего вынужден был постоянно пить успокоительное, это же, в итоге, послужило причиной его увольнения (Баринов принудил его уйти по собственному желанию, пригрозив обращением в полицию). Из-за агрессии попал в чёрный список поваров в Латвии. В 80 серии в шоу Нагиева был членом жюри, где отомстил Виктору, проголосовав против него. (4 сезон)
- Анна Бегунова — Марина Антоновна Чуганина, жена Сени, экономист (4—6 сезоны)
- Феруза Рузиева — Гульнара, уборщица ресторана Victor (89—119 серии), племянница Айнуры, девушка Лёвы (с 100 серии). Приехала на заработки в Москву из Бишкека. Первое время не ладила с мамой Лёвы, но впоследствии смогла наладить с ней хорошие отношения. В 119 серии говорит Лёве, что выходит замуж и навсегда уезжает в Бишкек, хотя на самом деле у неё закончилась миграционная карта. (5—6 сезоны)
- Рина Гришина — Светлана Алексеева, портье в бутик-отеле Eleon. Была влюблена в Дениса и пыталась отбить его у Кати. Встречалась с Денисом в 110—115 сериях. В 119 серии после неудачной свадьбы Кати и Никиты, желая отомстить Денису, рассказала Никите об измене Кати. (5—6 сезоны)
- Тимур Еремеев — Егор, портье в бутик-отеле Eleon. (5—6 сезоны)
- Даниил Рассомахин и Павел Рассомахин — Ярослав и Павел, близнецы, носильщики (беллбои) в бутик-отеле Eleon. Родом из Бишкека. (5—6 сезоны)
- Сергей Векслер — Андрей Николаевич Дягилев, миллиардер, ресторатор, хозяин московского ресторана «Дягилев», отец Никиты, главный конкурент Элеоноры Андреевны (5—6 сезоны)
- Александр Семчев — Николай Марьянович Скворцов, префект округа (5—6 сезоны)
- Виктор Бычков — Тимофей Ильич, биологический отец Кости. В молодости был влюблён в мать Кости, но она вышла замуж за его лучшего друга. В 105 серии Настя разыскала его и хотела наладить отношения между отцом и сыном, однако Костя оказался против, несмотря на все ухищрения Насти. После того, как Костя выгнал его, он переехал жить к родителям Насти. Вскоре, помирившись с сыном, вернулся в его квартиру. В 1990-е годы отбывал тюремный срок за карточное шулерство. (6 сезон)

### Переводчики иностранной речи
- Марианна Автандилова (1—3, 5 сезоны)
- Олег Есенин (4 сезон)
- Василий Дахненко и Елена Соловьёва (6 сезон)

### Приглашённые знаменитости
- Бьянка — певица и блогер, посетитель ресторана «Claude Monet» (19)
- Вячеслав Малафеев с женой Екатериной Комяковой[4] — посетители ресторана «Claude Monet» (25)
- Артур Цветков — посетитель ресторана «Claude Monet», играл с Нагиевым в покер (56; в титрах — Арчи)
- Иосиф Пригожин[5] — случайно сбил Максима на машине (89)
- Леонид Агутин[6] — певец (92)
- Георгий Черданцев — спортивный комментатор (94, также голос за кадром в 10, 25, 48 и 98 сериях)

## Эпизоды
| Сезон | Сезон | Серии | Период трансляции           |
| ----- | ----- | ----- | --------------------------- |
|       | 1     | 20    | 22 октября — 22 ноября 2012 |
|       | 2     | 20    | 25 марта — 25 апреля 2013   |
|       | 3     | 20    | 3 марта — 3 апреля 2014     |
|       | 4     | 20    | 13 октября — 19 ноября 2014 |
|       | 5     | 20    | 7 сентября — 7 октября 2015 |
|       | 6     | 20    | 29 февраля — 31 марта 2016  |

## История создания
Идея сериала «Кухня» была придумана авторами компании Yellow, Black and White весной 2011 года. Осенью этого же года режиссёром Дмитрием Дьяченко был снят пилот сериала, имевший ряд отличий от окончательного варианта первой серии. Так, ресторан первоначально назывался «Гюго», его фасад находился на улице Гиляровского, 65, подъезд 8, а хозяина ресторана сыграл лидер группы Uma2rmaH Владимир Кристовский. Впоследствии основное место действия сериала приобрело название «Claude Monet», поскольку вскоре выяснилось, что ресторан с названием «Гюго» уже существует, а роль хозяина получил Дмитрий Нагиев. Также повара Федю сыграл Ричард Бондарёв, героя су-шефа Лёвы звали Миша, и играл его другой актёр. Также другие актёры играли бармена Костю и уборщицу Айнуру (в пилоте названную Гуляпа). Одну из официанток сыграла Анжелика Каширина, а одного из поваров — Владимир Торсуев. Заставка тоже отличалась: буква «К» была жёлтого цвета.
В декабре 2011 года пилот был предложен телеканалу «СТС», компания YBW получила от канала заказ сразу на два сезона. Съёмки телесериала начались 6 июля 2012 года. Проект стал самым дорогим среди российских ситкомов — стоимость одной серии составляет 200 тысяч долларов (всего потрачено на первоначально планировавшиеся 40 серий 8 миллионов долларов, а стоимость покупки прав только на одну песню Beyonce составила порядка 1 млн рублей), при этом холдинг «СТС Медиа» вкладывал в производство сериала лишь 60-65 % от его бюджета в обмен на право премьеры, а затраты YBW на сериал окупались за счёт продажи прав на повторные показы. Премьера состоялась 22 октября 2012 года на «СТС».
1 ноября 2012 года начались съёмки 20 серий 2 сезона сериала, их показ начался 25 марта 2013 года.
В июле 2013 года начались съёмки 3 сезона сериала, а с 6 сентября 2013 года по 18 февраля 2014 года параллельно снимался ещё и полнометражный фильм «Кухня в Париже». Показ третьего сезона начался на «СТС» 3 марта 2014 года, а 1 мая 2014 года в кинотеатрах состоялась премьера полнометражного фильма.
2 марта 2014 года на «СТС» вышел документальный фильм «Кухня Кухни» (фильм о фильме).
В конце апреля 2014 года начались съёмки 4 сезона. Показ начался 13 октября 2014 года.
С 26 января по 30 апреля 2015 года проходили съёмки 5 сезона. Премьера состоялась 7 сентября 2015 года.
С 25 июня по 15 октября 2015 года проходили съёмки 6 сезона, который был объявлен последним. Его премьера состоялась 29 февраля 2016 года.
15 октября 2015 года сериал был официально закрыт. Фанаты, узнав о закрытии сериала, создали сайт в поддержку возобновления съёмок. На сайте подписалось более 1 миллиона человек на январь 2016 года. Закрытие сериала связано с завершением сюжетных линий главных героев.
27 мая 2014 года началась работа над новым полнометражным фильмом «Кухня. Последняя битва». В июне 2015 года началась официальная подготовка к съёмкам. Сами съёмки проходили с 17 сентября 2016 года по февраль 2017 года. Премьера фильма состоялась в кинотеатрах 20 апреля 2017 года.
4 июля 2016 года начались съёмки спин-оффа сериала под названием «Отель Элеон». Его премьера состоялась на канале «СТС» 28 ноября 2016 года. Режиссёром выступил постановщик последних трёх сезонов «Кухни» Антон Федотов. В новом сериале присутствовали некоторые герои из «Кухни» (Сеня и Марина, Костя и Настя, Михаил Джекович, Элеонора Андреевна, Кристина, Никита, а также ряд второстепенных персонажей; также во 2 сезоне сериала эпизодически появляются Луи, Катя, Родион Сергеевич и Айнура; а в 3 сезоне — Федя).
6 июля 2018 года телеканал «СТС» и студия Pick Up Film начали съёмки скетчкома «СеняФедя» — спин-оффа сериалов «Кухня» и «Отель Элеон». По сюжету главные герои сериала Сеня и Федя откроют собственный бизнес — закусочную на колёсах. Премьера состоялась на «СТС» 19 ноября 2018 года.
9 июля 2018 года на сайте телеканала «Супер» появился тизер сериала «Гранд» — прямого продолжения «Отеля Элеон», над созданием которого работает прежняя производящая компания — «YBW Group». Премьера состоялась на START.ru 9 августа 2018 года, а 10 сентября 2018 года — на телеканале «Супер».
10 сентября 2018 года холдинг «СТС Медиа» официально объявил, что планируется создать ещё один спин-офф сериалов «Кухня» и «Отель Элеон», производством которого будет заниматься компания «Арт Пикчерс Вижн». Съёмки 13-серийного спин-оффа, получившего название «Кухня. Война за отель», начались 8 августа 2019 года. Главные роли исполнили Дмитрий Назаров, Дмитрий Нагиев, Марина Могилевская и Елена Ксенофонтова. Также в спин-оффе появились другие персонажи сериала (Михаил Джекович, Катя, Денис, Ева, Настя, Костя) и новые герои. Премьера состоялась 2 декабря 2019 года на «СТС».
В октябре 2018 года стало известно о создании полнометражного фильма по мотивам ситкомов «Отель Элеон» и «Гранд» — «Отель Белград», съёмки которого стартовали 5 сентября 2019 года. Премьера фильма состоялась в кинотеатрах 5 марта 2020 года.

## Музыка
| Earth, Wind & Fire                   | September                                                                        |
| Има Сумак                            | Gopher Mambo; Taki Rari; Bo Mambo                                                |
| Lulu                                 | You and I                                                                        |
| Bobby Bond                           | Chug-A-Lug                                                                       |
| Enya                                 | Only Time (Enya, Nicky Ryan, Roma Ryan)                                          |
| Audio Bullys                         | Only Man (Tom Dinsdale, Simon Franks)                                            |
| Ирма                                 | I know                                                                           |
| OK Go                                | Here It Goes Again (D. Kulash Jr.)                                               |
| Harry Nilsson                        | Without You (Peter William Ham, Thomas Evans)                                    |
| The Cat Empire                       | The Lost Song (Felix Riebl)                                                      |
| Beyonce                              | If I Were a Boy (Toby Gad, BC Jean)                                              |
| Nina Simone                          | Ain’t Got No/I Got Life [Groovefinder remix] (G. Macdermot, J. Rado, G. Ragni)   |
| Nina Simone                          | Don’t Let Me Be Misunderstood (B.Benjamin, G.Caldwell, S.Marcus)                 |
| Nancy Sinatra                        | These boots are made for walkin                                                  |
| The Shiffers                         | Body Down (C. Zanoni)                                                            |
| The Hot Rocks                        | Go-go Disco (Chad Austin Hannah, Eric Steven Kreutter)                           |
| Village People                       | Y.M.C.A                                                                          |
| April Stevens                        | Teach Me Tiger                                                                   |
| Alma Cogan                           | Hello Baby                                                                       |
| Alma Cogan                           | The Tennessee Waltz                                                              |
| Blues Saraceno                       | Killin' Time                                                                     |
| Aron Wright                          | In the Woods                                                                     |
| Sam Paglia                           | After Pizza                                                                      |
| John Isaac Watters                   | Epiphany                                                                         |
| Belle and Sebastian                  | For the price of a Cup of Tea                                                    |
| The Literary Greats                  | Sort It Out                                                                      |
| Эндрю Стронг                         | Ain’t No Mountain High Enough; Spinning Wheel                                    |
| Ms. Triniti                          | Daisy Chains                                                                     |
| Paul Greedus                         | Streetwolf                                                                       |
| Simon Holland                        | Forget Your Troubles                                                             |
| Ellie Wyatt                          | Fame Game (Ellie Wyatt & Phillipa Alexander & Peter)                             |
| Гендель Георг Фридрих                | Аллилуйя                                                                         |
| Supergrass                           | Alright                                                                          |
| Bengi Jumping                        | All Of You                                                                       |
| Мария Каллас                         | «Ave Maria» («Третья песня Эллен») Шуберта                                       |
| Хор (Beethoven)                      | «Ode an die Freude» («Ода к радости») из Симфонии № 9 Бетховена на стихи Шиллера |
| Иван Дорн                            | Стыцамэн; Синими, жёлтыми, красными                                              |
| Kansas                               | Dust In The Wind                                                                 |
| Сергей Епишев в роли Лёвы            | Оригинальный текст на музыку «Колыбельной Медведицы» из м/ф «Умка» (Е. Крылатов) |
| Wild Cherry                          | Play That Funky Music                                                            |
| Above the Golden State               | I’ll love you so                                                                 |
| Neon Trees                           | Everybody Talks                                                                  |
| The Lorelei                          | S.T.O.P.                                                                         |
| Tonino Caratone                      | Tu Vuo Fa L’americano                                                            |
| Mahala Rai Banda Vs Shantel          | Mahalageasca                                                                     |
| Deep Sounds                          | Keep My Heart                                                                    |
| Chuy Reyes & His Orchestra           | Oink, Oink Mambo                                                                 |
| Terry Snyder                         | Puttin' on the Ritz                                                              |
| Mel Torme                            | Games People Play                                                                |
| Юрий Антонов                         | Анастасия                                                                        |
| Леонид Агутин                        | На сиреневой луне                                                                |
| IOWA                                 | Улыбайся; Одно и то же; Радость (Реквием по мечте)                               |
| Sixpence None the Richer             | Kiss Me                                                                          |
| Afroman                              | Because I Got High                                                               |
| Ирина Аллегрова                      | С Днём Рождения!                                                                 |
| Мурат Тхагалегов                     | За тебя калым отдам                                                              |
| Amphibious Zoo                       | Make Merry, Burn Me Up, Never Leave You                                          |
| Christian TV                         | 1,2,3 Turnaround                                                                 |
| Jessie Banks                         | This is the way                                                                  |
| R.E.M.                               | Losing My Religion                                                               |
| A-ha                                 | Velvet                                                                           |
| Harry Lubin                          | Evil Horror                                                                      |
| Lily Wood & The Prick                | Prayer In C                                                                      |
| Christopher Hanson, Matthew Schwanke | Not Alone                                                                        |
| Luiz Henrique                        | Mas Que Nada                                                                     |
| Really Slow Motion                   | Only Human                                                                       |
| Tesla Boy                            | Fantasy                                                                          |
| A. Ross, M. Moody, R. Lamb           | You Gotta Work                                                                   |
| Bob Dylan                            | Knockin’ on Heaven’s Door                                                        |
| Bethany Dillon                       | I Believe In You                                                                 |
| Paul Reeves                          | Let’s Dance Together (Till Morning)                                              |

### Инструментальные композиции
- Лебединое озеро (Чайковский (ARR: Keith J Blainville))
- П. И. Чайковский, «Похороны куклы» из «Детского альбома»
- Менуэт (Луиджи Боккерини (ARR: Keith J Blainville)
- Щелкунчик (Чайковский)
- Сорока-воровка (увертюра, Джоаккино Россини)
- Night talk (Adam Saunders)
- Пер Гюнт No 1 опус 46 — В пещере горного короля (Григ)
- Bridal War (Tony Di Lorenzo)
- On The Prowl (S.Morrison)
- Metropolitan (Laurent Dury, Dorothee Rascle)
- Spoitoresa (Mahala Rai Banda[англ.])
- Back in time (Brown, Bojanic, Hooper)
- Жорж Бизе — Хабанера. Кармен
- Бетховен — Симфония No 5

### Издание альбома саундтрека
Официально первая часть саундтрека сериала (собранного из 20 треков первых трёх сезонов) была издана 13 мая 2014 года компанией Warner Music Russia. Он вышел на iTunes и в первую неделю продаж попал в топ-10 лучших альбомов.

## Премии
- 1 марта 2013 года сериал стал обладателем народной премии «Телезвезда-2013» в номинации «Любимый телесериал. Новинки»[33].
- 14 марта 2013 года сериал стал обладателем I Профессиональной премии Ассоциации продюсеров кино и телевидения в номинации «Лучший телевизионный сериал (более 17 серий)»[34].
- 27 марта 2014 года сериал стал обладателем II Профессиональной премии Ассоциации продюсеров кино и телевидения в номинации «Лучший комедийный телевизионный сериал»[35].
- 26 июня 2014 года сериал стал обладателем премии «ТЭФИ-2014» в номинации «Ситком»[36].
- 29 марта 2016 года сериал стал обладателем IV Профессиональной премии Ассоциации продюсеров кино и телевидения в номинации «Лучший комедийный телевизионный сериал»[37].
- 15 апреля 2016 года сериал стал обладателем народной премии «Жорж-2016» в номинации «Российский сериал года (комедия)»[38][39].
- 10 апреля 2017 года сериал стал обладателем Национальной детской премии «Главные герои» в номинации «Главный актёр» (премию получил Марк Богатырёв за роль Максима Лаврова)[40].

## Рейтинг сериала в России
Сериал очень успешно стартовал в эфире канала «СТС». Доля российских зрителей, посмотревших первые 2 серии, составила в среднем 16,6 % в аудитории «Все 6—54» и 20,1 % у зрителей «10—45». В Москве эти показатели за 3 первые серии составили 17,4 % и 20,6 % соответственно. Эти числа вывели канал «СТС» в лидеры слота «21:00-21:30», оставив позади «Первый канал», НТВ, ТНТ и «Россию-1», увеличив среднюю долю канала в аудитории «6—54» почти на 6 % — с 10,6 % до 16,6 %.
Пятый сезон сериала показал лучшие результаты в своём слоте, достигнув доли 27,4 % и 20,8 % и рейтинга 7,9 % и 5,5 % по Москве и России соответственно в аудитории 10-45. Таким образом, этот сезон стал самым успешным за время существования проекта.
Финальный шестой сезон сериала вывел «СТС» в лидеры телеэфира в Москве. Последние четыре серии прошли в эфире со средней долей 19,7 %.

## Продукция

### DVD
В России и странах СНГ сериал «Кухня» лицензионно издаётся на DVD с 5 марта 2013 года компанией Lizard Cinema Trade. Сериал выпускается в двух видах: стандартном (по 10 серий на DVD) и подарочном (по 20 серий в упаковке из 2 DVD).
- Первый сезон сериала «Кухня» официально был выпущен на DVD 5 марта 2013 года. Дополнительный тираж был выпущен 1 октября 2013 года.
- Второй сезон сериала «Кухня» официально был выпущен на DVD 28 мая 2013 года. Дополнительный тираж был выпущен 26 ноября 2013 года.
- Третий сезон сериала «Кухня» официально был выпущен на DVD 22 мая 2014 года. Дополнительный тираж был выпущен 26 августа 2014 года.
- Четвёртый сезон сериала «Кухня» официально был выпущен на DVD 30 января 2015 года. Дополнительный тираж был выпущен 27 апреля 2015 года.
- Пятый сезон сериала «Кухня» официально был выпущен на DVD 10 февраля 2016 года. Дополнительный тираж был выпущен 12 июня 2016 года.
- Шестой сезон сериала «Кухня» официально был выпущен на DVD 15 июля 2016 года. Дополнительный тираж был выпущен 20 августа 2016 года.

### Серия книг
25 ноября 2014 года издательство «Эксмо» выпустило первую книгу серии «Кухня. Комедийный сериал» под названием «Кухня. Любовь на десерт», автор Арсений Новиков. Книга написана по мотивам первого сезона телесериала «Кухня». Первоначальный тираж книги составил 10 000 экземпляров.
26 января 2015 года издательство «Эксмо» выпустило вторую книгу серии «Кухня. Комедийный сериал» под названием «Кухня. Счастье по рецепту», автор Арсений Новиков. Книга написана по мотивам второго сезона телесериала «Кухня». Первоначальный тираж книги составил 5 000 экземпляров.

### Кухонная утварь
В 2014 году в продаже появились: контейнеры для шашлыка, контейнеры для приготовления яиц в СВЧ, контейнеры для овощей, контейнеры для специй, контейнеры для СВЧ, банки для сыпучих продуктов, доски разделочные, кастрюли для СВЧ, пароварки для СВЧ, лотки для столовых приборов, решётки для мойки, столики-подносы, жидкие мыла для рук с символикой телесериала «Кухня». Также в сети магазинов «Магнит» проводилась акция «Сковороды Thomas. Кухня рекомендует».

## Факты
- Все блюда готовятся прямо на съёмочной площадке, но профессиональными поварами[49].
- В 1—66, 68—72 сериях (кроме 41) в конце Максим произносил завершающие слова, подводящие итог событиям эпизода. В 67-й, а вскоре с 73-й серии, голосом автора стал Денис, вместо уехавшего в Санкт-Петербург Максима. Также к нему присоединялись другие герои сериала. С 84 до 100 серии (кроме 86) голосом автора снова был Максим. В 6 сезоне сценаристы отказались от этого приёма, однако в 120 серии финальные слова прозвучали из уст Шефа.
- Фасад ресторана «Claude Monet» снимали в Москве по адресу ул. Спиридоновка, д. 25/20, строение 1[50].

### Факты об актёрах и их ролях
- После утверждения Дмитрия Назарова на роль шеф-повара Виктора Баринова оказалось, что в сценарии дочка Виктора была названа Ариной, а бывшая жена — Ольгой. С началом съёмок стало известно, что настоящих дочь и жену Дмитрия Назарова тоже зовут Арина и Ольга. В итоге имена героинь в сериале решили изменить — на Алиса и Татьяна[51].
- Исполнитель роли шеф-повара, актёр Дмитрий Назаров, профессионал в кулинарии: является кондитером 4-го разряда, в разное время был ведущим кулинарных программ «Рецепт на миллион» на «СТС», «Голодные игры» на «Пятнице» и «Кулинарный поединок» на НТВ, а также озвучивал шеф-повара Огюста Гюсто в анимационном фильме «Рататуй» и повара Снаффа из «Старого лагеря» в игре «Готика» (в локализации «1C»).
- Назаров — страстный болельщик ФК «Спартак», так же, как его герой.
- Актриса Ольга Кузьмина, исполнительница роли Насти, действительно была беременна во время съёмок второго сезона. Но в третьем сезоне она играет уже с бутафорским животом.
- Актёры Сергей Лавыгин и Анна Бегунова на момент съёмок сериала являлись мужем и женой, как и их персонажи Сеня и Марина[52].
- Героя Дмитрия Нагиева в сериале зовут Дмитрий Владимирович Нагиев. У Нагиева и его первой жены был ресторан «Парадокс». Герой Нагиева — актёр, который открыл ресторан, следуя веяниям моды и на зависть друзьям. Сам Нагиев говорит о своём персонаже так: «Скорее всего, персонаж, которого зовут Дмитрий Владимирович, и я — это два разных человека. Играть самого себя у меня никогда не получится. Поэтому я играю некий образ того, как я себе представляю этого человека, но от настоящего меня, наверное, это в результате далеко»[53].

### Зарубежный показ
В 2013—2017 году сериал показали в Болгарии на телеканале BTV Comedy.
С 2016 сериал показывают с сербскими титрами в Сербии и Черногории на телеканале Прва ТВ.
В США с 2015 года первые два сезона «Кухни» можно заказать на Amazon под названием «The Kitchen». Сериал имеет рейтинг 4,8 по пятибалльной шкале.

## Фильмы, спектакли и последующие сериалы
- «Кухня в Париже» (2014) — полнометражный фильм, продолжение 3 сезона телесериала «Кухня».
- «Отель Элеон» (2016—2017) — ситком, спин-офф телесериала «Кухня».
- «Кухня. Последняя битва» (2017) — полнометражный фильм, продолжение 6 сезона телесериала «Кухня».
- «Кухня на выезде» (2017—2018) — спектакль по мотивам телесериала «Кухня».
- «Гранд» (2018—2021) — ситком, спин-офф и прямое продолжение телесериала «Отель Элеон».
- «СеняФедя» (2018—2022) — скетчком, спин-офф телесериалов «Кухня», «Отель Элеон» и «Гранд».
- «Кухня. Война за отель» (2019—2020) — ситком, спин-офф телесериалов «Кухня» и «Отель Элеон».
- «Отель Белград» (2020) — полнометражный фильм по мотивам телесериалов «Отель Элеон» и «Гранд».

## Адаптации телесериала в других странах мира
- В телевизионном сезоне 2015/2016 годов на телеканале GDS TV состоялась премьера грузинской адаптации сериала «Кухня»[56].
- В Греции вышла адаптация под названием «Так точно, шеф![греч.]» (греч. Μάλιστα, Σεφ!) на телеканале MEGA[57].
- В Португалии в январе 2017 вышла адаптация под названием «Так точно, шеф![порт.]» (порт. Sim, Chef!) на телеканале RTP1.
- Также вышли адаптации в Эстонии[58], Словакии и Хорватии[59].
- 24 февраля 2017 года на Новом канале (Украина) представили анимационную версию первого сезона сериала, созданную украинским производителем[60].
- В октябре 2021 года вышла адаптация в Польше на канале Polsat[61].
- 17 июня 2021 года в Словении вышла адаптация под названием «Ja, Chef!».